# Ophioplocus hancocki
Ophioplocus hancocki is een slangster uit de familie Ophiolepididae.
De wetenschappelijke naam van de soort werd in 1935 gepubliceerd door Fred C. Ziesenhenne.